# Самар Банерджі
Самар Банерджі (англ. Samar Banerjee, бенг. সমর বন্দ্যোপাধ্যায়, 30 січня 1930, Балі — 20 серпня 2022) — індійський футболіст, який грав на позиції нападника. Відомий за виступами у складі команди «Мохун Баган», та у складі збірної Індії, в якій був капітаном команди, яка зайняла четверте місце на Олімпійських іграх 1956 року, що стало найвищим успіхом на змаганнях найвищого рівня за всю її історію.

## Кар'єра футболіста
Народився Самар Банерджі у місті Балі у Бенгалії. З раннього дитинства він розпочав займатися футболом. і в 1948 році дебютував у місцевій команді «Балі Пратіва», проте невдовзі перейшов до складу сильнішої команди «Бенгал Наґпур Рейлвей». У 1952 році він став гравцем одного із найсильніших клубів Індії того часу «Мохун Баган», у складі якого грав до 1959 року, був капітаном команди, двічі у складі збірної Бенгалії ставав переможцем Трофею Сантоша — фактично головного турніру в країні до початку розіграшу Національної футбольної ліги. Після закінчення виступів на футбольних полях Самар Банерджі кілька років працював футбольним тренером, двічі приводив до перемоги у Трофеї Сантоша збірну Бенгалії, а пізніше працював футбольним селекціонером.

## Виступи за збірну
У 1956 році Самар Банерджі грав у складі збірної Індії на Олімпійських іграх 1956 року, на яких індійська збірна зайняла високе четверте місце, що стало її найвищим успіхом на змаганнях найвищого рівня. Самар Банерджі був капітаном індійської збірної на Олімпіаді, яка на цьому турнірі успішно подолала початкові етапи турніру, перемігши в чвертьфіналі господарів турніру збірну Австралії, проте поступились у півфіналі збірній Югославії, та в матчі за бронзові медалі збірній Болгарії.